# Zintkála Nuni
Zintkála Nuni (1890 – 14 février 1920), également appelée Zintka Lanuni, est une femme Sioux lakota qui était un nourrisson de 4 mois lorsqu'elle a été retrouvée vivante parmi les victimes du massacre de Wounded Knee.

## Découverte et jeunesse

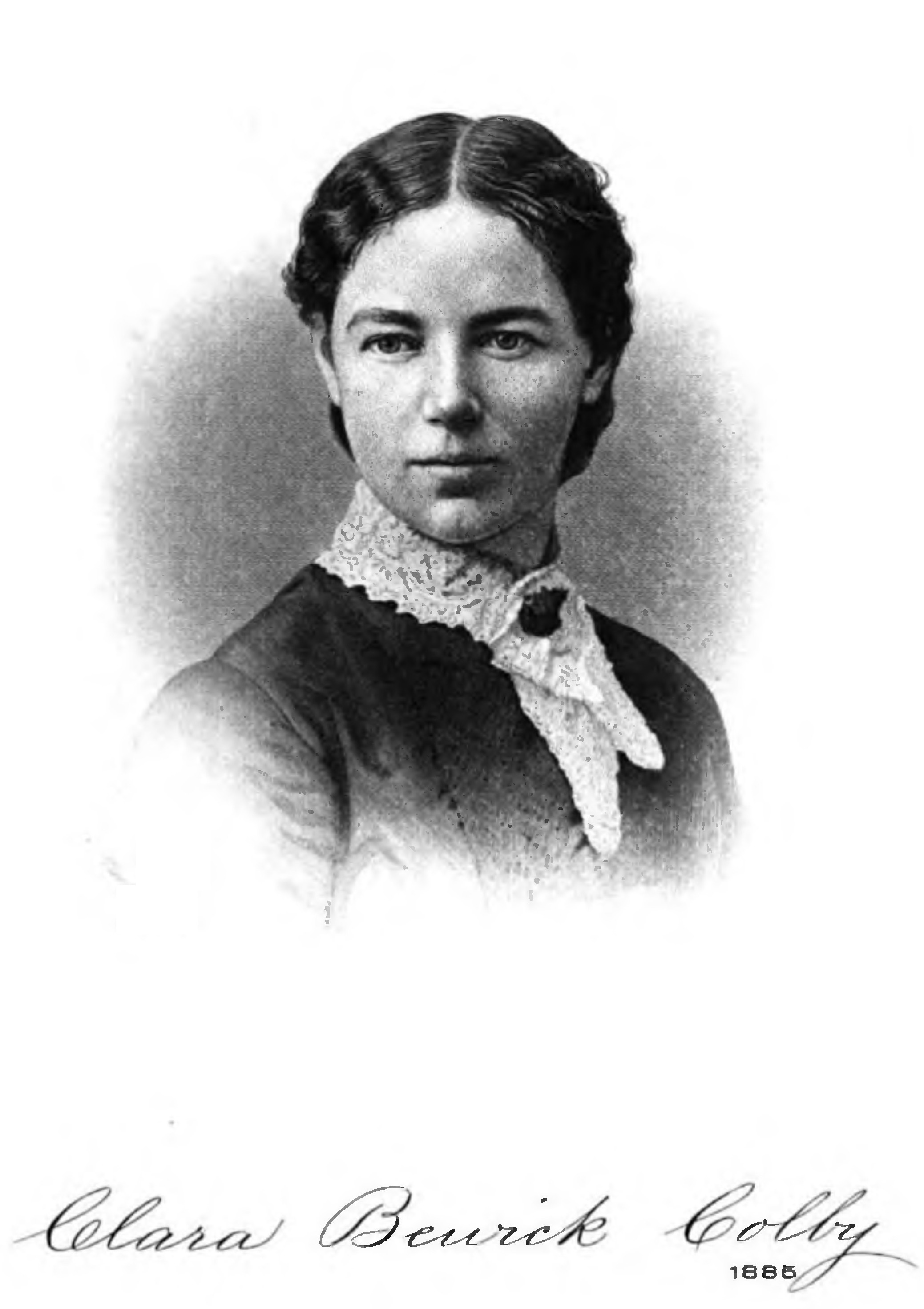
La mère adoptive de Nuni, photographiée vers 1885 dans Democratic Ideals; A Memorial Sketch of Clara B. Colby, est décédée en 1916.

Le quatrième jour après le massacre de Wounded Knee, alors qu'un détachement de l'armée américaine part enterrer les morts, Zintkála est retrouvée sur le champ de bataille sous une couche de neige, toujours attachée et protégée sur le dos gelé de sa mère. Bien que l'identité exacte des membres de l'équipe de recherche qui l'ont trouvée soit contestée, Charles Eastman et George E. Bartlett font partie de l'équipe de médecins. Elle et cinq autres bébés sont emmenés dans la réserve voisine de Pine Ridge. Zintkála Nuni est retrouvée peinte en rouge, blanc et bleu avec de la graisse utilisée pour protéger l'enfant contre les engelures. Le bébé est d'abord soigné par des membres des Lakotas et elle se remet complètement de quatre jours d'exposition à des températures glaciales sans nourriture. Sans connaissance de son identité ou de son nom de naissance lakota, elle est appelée Zintkála Nuni (Oiseau perdu). Zintkála Nuni reçoit plusieurs autres noms au cours du premier mois suivant sa découverte, notamment Maggie C. Nailor, Brings White Horse, Okicize Wanji Cinca et Margaret Elizabeth Colby. Bartlett emmène l'enfant à Pine Ridge, où elle est prise en charge par Annie Yellow Bird, une résidente amérindienne. Buffalo Bill Cody, aux côtés de l'agent de presse Major John Burke, s'intéresse également au bébé, faisant en sorte qu'il soit donné à la famille Nailor à Washington. L'enfant est baptisée Maggie C. Nailor en prévision de son adoption par Mme Allison Nailor, une riche mondaine amie de Buffalo Bill Cody.
L'enfant suscite l'intérêt du général Leonard Wright Colby (en) en janvier 1891. Lorsqu'il est convenu que Colby prendrait la garde de l'enfant, Annie Yellow Bird emmène Zintkála Nuni dans le camp amérindien hostile voisin. Colby, déterminé à prendre sa « précieuse relique », se déguise en Amérindien sénéca et se rend au camp de Red Cloud pour réclamer l'enfant. Zintkála est ensuite emmenée par Colby en train jusqu'à son domicile à Beatrice, dans le Nebraska, comme une relique ou une « curiosité » du massacre. L'héritage de Zintkála Nuni est constamment contesté, un facteur qui favorise le retour rapide de Colby à l'est et son adoption ultérieure le 19 janvier 1891, la nommant Margaret Elizabeth Colby, d'après une citadine nommée Margaret qui a aidé Colby dans l'enlèvement de l'enfant du camp de Red Cloud.
Colby dit de sa nouvelle fille : « Elle est ma relique de la guerre des Sioux de 1891 et du massacre de Wounded Knee. » À son retour à Beatrice, Colby organise plusieurs grands rassemblements pour exposer l'enfant, recevant 2 000 visiteurs en 4 jours. Zintkala est élevée par l'épouse de Colby, Clara Bewick Colby, qui est une militante suffragette et éditrice du journal The Woman's Tribune (en). Apprenant qu'une femme lakota a dit Zintkála Nuni [oiseau perdu] lorsque Colby l'a emmenée, Clara Colby l'appelle Zintka au lieu de Leonarda comme les habitants de Beatrice. Clara Colby et Lost Bird utilisent le nom Zintka Lanuni dans leur correspondance.
Lorsque Zintkála a 5 ans, le général Colby abandonne la famille, épouse la nounou de Zintkála et déménage à Beatrice. Selon son biographe, parce qu'elle est élevée par une famille blanche privilégiée mais qu'elle est envoyée dans des internats ségrégués pour son éducation, Zintkála souffre d'une enfance de préjugés et de rejet de la part de ses proches et de ses camarades de classe. En raison de la vie professionnelle chargée de Clara Colby, Zintkála passe ses années d'école dans divers pensionnats amérindiens, notamment Haskell au Kansas et Chamberlain dans le Dakota du Sud. Elle passe également une brève période dans une ferme appartenant à la famille Pope à Madison, dans le Wisconsin. Lorsque Zintkala a 17 ans, Clara Colby décide qu'elle est trop rebelle et l'envoie vivre avec son père adoptif. Peu de temps après, Zintkala tombe enceinte. Bien que le père de son enfant soit inconnu, l'historien Joseph Agonito suggère que Zintkála a été abusée sexuellement par Colby.
Le général Colby confie Zintkála au Milford Industrial Home (en) de Milford, dans le Nebraska, une maison de redressement pour mères célibataires, où son enfant est mort-né au cours du premier mois de son arrivée. Elle y reste un an ; normalement, les femmes sont internées dans cette institution pour un an par décision de justice ; Joseph Agonito soupçonne Colby d'avoir utilisé son influence politique pour la faire interner pendant un an et ainsi garder l'affaire secrète.

## Profession

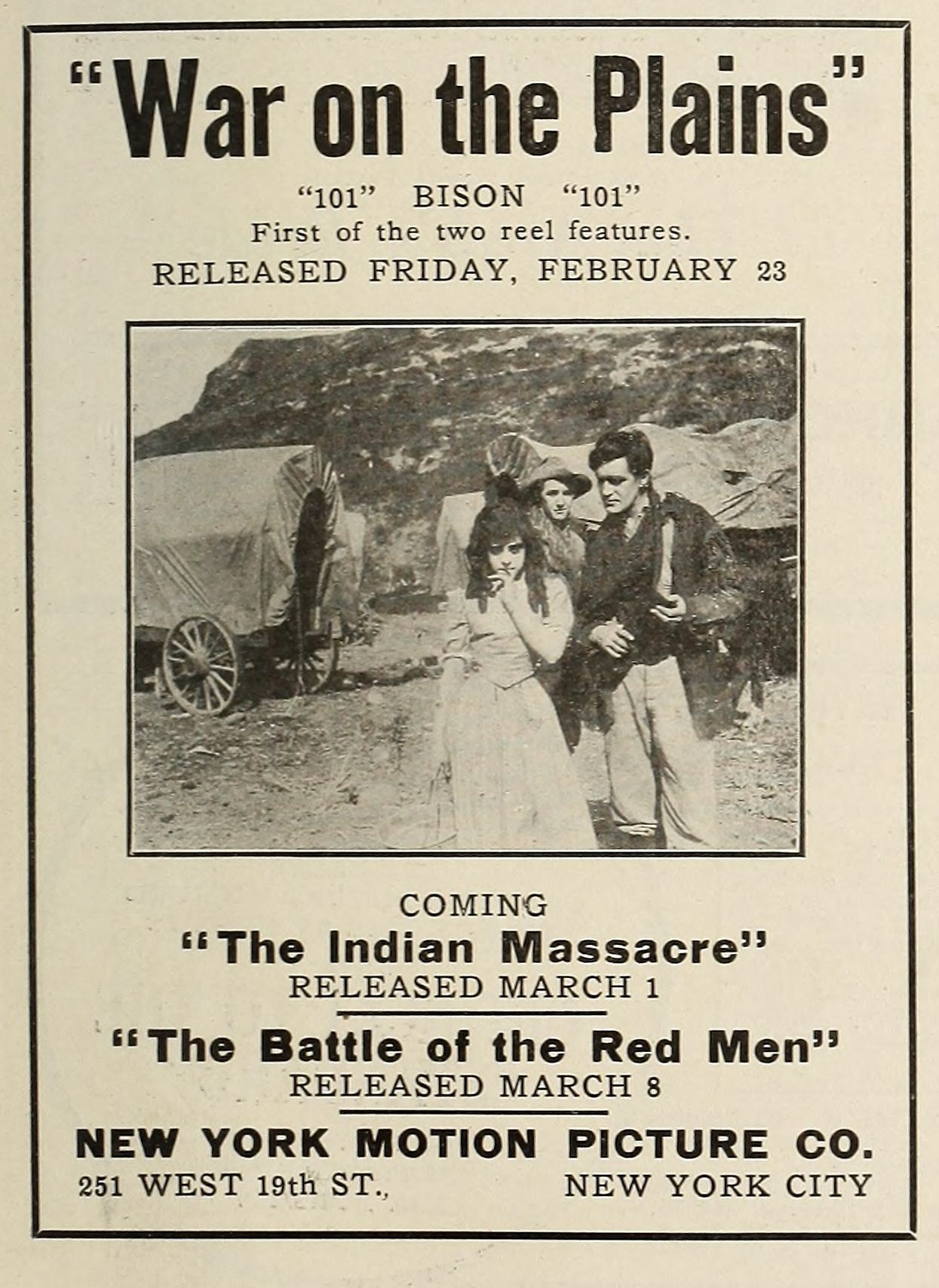
Acteurs non identifiés dans une publicité de magazine de l'industrie cinématographique de 1912 pour War on the Plains, The Indian Massacre et The Battle of the Red Men.

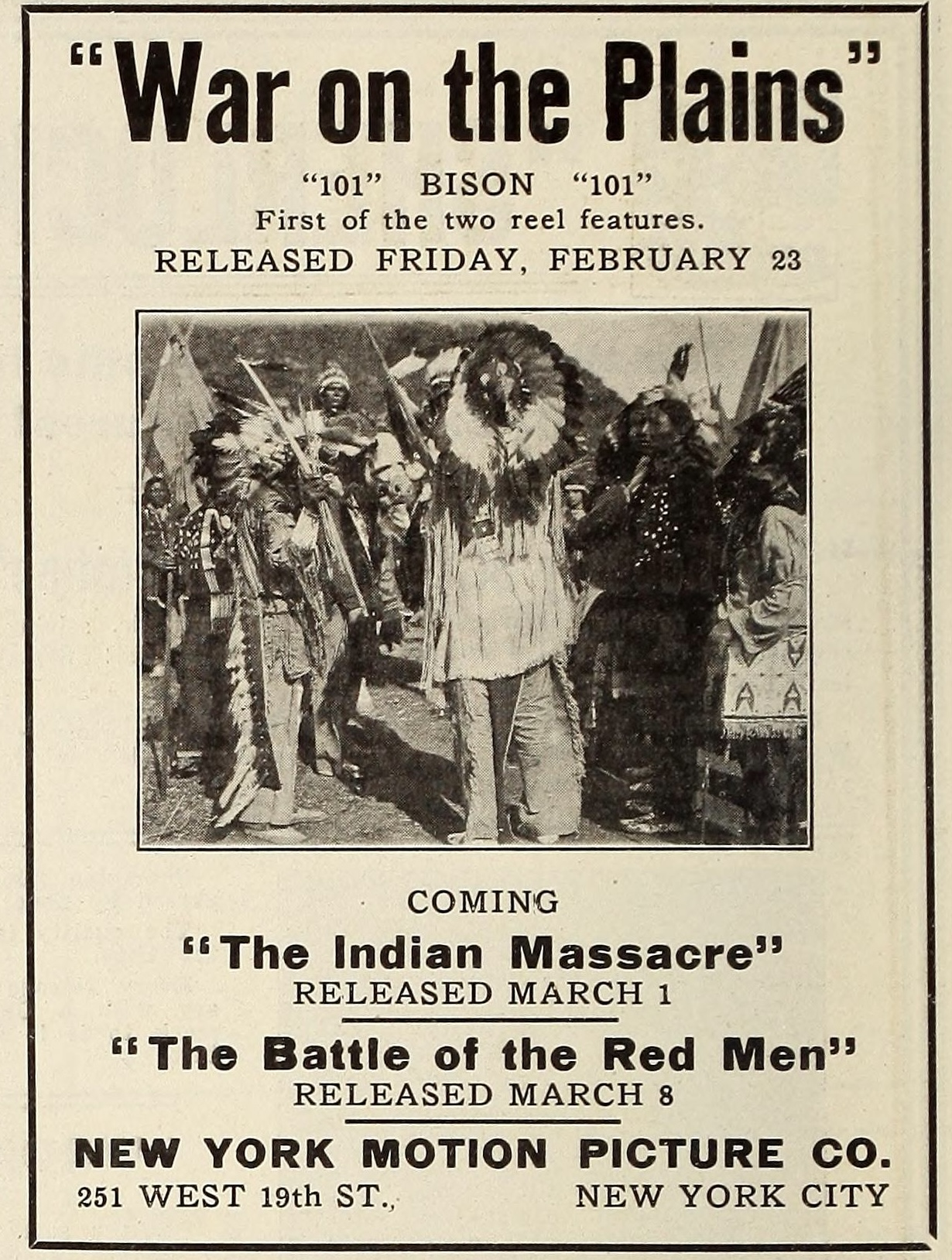
La New York Motion Picture Company sort The Battle of the Red Men en 1912 (l'un des nombreux films de 101 Bison sur la vie militaire émouvante des premiers jours de l'Ouest, une bataille palpitante, une charge de cavalerie éclair) parmi d'autres titres, dont Blazing the Trail, The Deserter, Indian Massacre, Lieutenant's Last Fight et War on the Plains.

Zintkála Nuni travaille comme mascotte pour l'Omniciye Tonka Lakota en mars 1910, où elle se livre à la prostitution. Zintkála est embauchée par Pathé en 1912 et participe aux films suivants : The Round-up, films pour Essanay Pictures, Ammex Moving Picture Company et Thomas H. Ince : War on the Plains, The Battle of Red Men et The Lieutenant's Last Fight, où elle est figurante. Plus tard, elle rejoint le spectacle Wild West de Buffalo Bill, qui fusionne avec le cirque Sells-Floto pour la saison 1914-1915, avant de créer sa propre entreprise de divertissement de vaudeville avec son mari et collègue artiste Dick Allen.

## Implication dans le mouvement pour le suffrage des femmes
Dès son plus jeune âge, Zintkála Nuni tient une chronique personnelle dans le journal Woman's Tribune de la National Woman Suffrage Association, intitulée « Zintkála's Corner ». Elle accompagne Clara Colby en 1899 à Londres pour le Conseil international des femmes. Elle représente également Pocahontas à l'Exposition Panama-Pacifique de 1915 à San Francisco,.

## Lutte identitaire
Durant sa jeunesse, Zintkála Nuni est fréquemment visitée par d'éminentes personnalités amérindiennes, notamment la reine hawaïenne Liliʻuokalani, d'autres survivants de Wounded Knee et Red Cloud. Sur la base des spéculations selon lesquelles elle aurait pu être la fille de Black-Day Woman, la plus jeune épouse de Sitting Bull, Zintkála Nuni tente souvent de rejoindre la tribu du Dakota du Sud à laquelle elle s'identifie le plus. Dans une lettre à Clara Colby, Zintkála Nuni écrit : « Je veux vraiment aller là-bas [la réserve de Standing Rock]. … De toute façon, je n'appartiens pas à cet endroit [au pensionnat de Chemawa] et ces Indiens ne font pas partie de ma tribu et je déteste cet endroit. SD est le seul endroit où j'ai été vraiment et véritablement heureuse. Pourquoi ne pourrais-je pas y retourner ? … Cela vient de mon cœur et pas seulement de mes lèvres. ». Comme l'explique la biographe Renée Sansom Flood : « Le prix à payer pour avoir été enlevée aux Lakotas était plus que la perte de sa langue, de sa musique, de sa nourriture, de sa parenté familiale ; c'était la perte de son identité en tant qu'être humain, la perte de son esprit. »
Zintkála Nuni noue une étroite amitié avec Mary Thomas, une autre enfant survivante de Wounded Knee. Elle demande la citoyenneté de la réserve sioux de Cheyenne River en décembre 1915.

## Dernières années

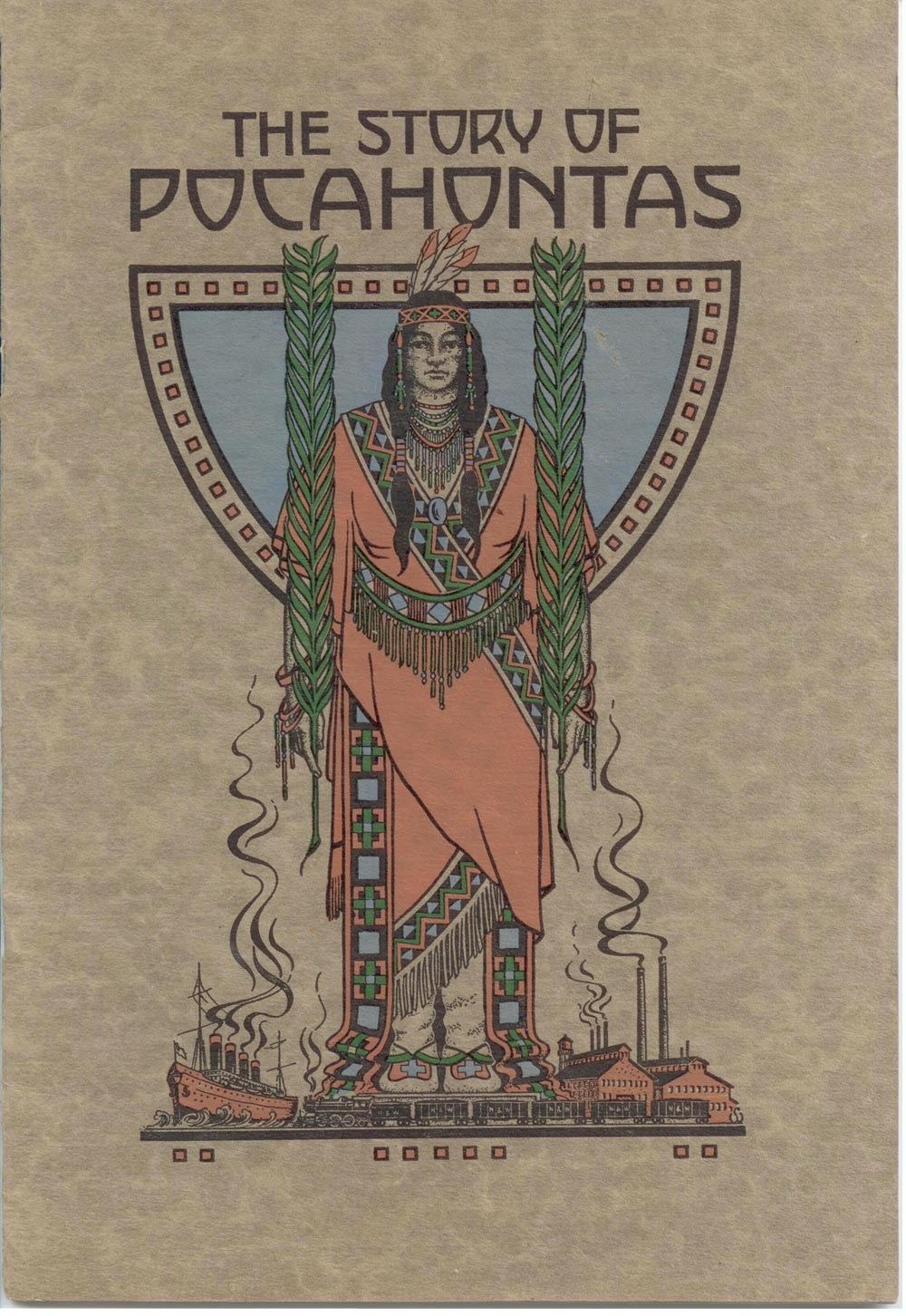
L'histoire de Pocahontas West Virginia Bldg. Présentation du charbon à l'Exposition internationale Panama-Pacific ; on ne sait pas si l'artiste a basé sa représentation sur l'apparence de Zintkála Nuni.

En décembre 1915, la parcelle de Zintkála Nuni dans la réserve sioux de Cheyenne River est vendue sans autorisation, ce qui la pousse, avec son troisième mari, à quitter une chambre d'hôtel pour la maison de ses parents à Hanford, en Californie, trois ans plus tard,. En raison de la pauvreté et de la maladie d'Allen, Zintkála se lance dans la prostitution pour récolter des fonds.
La maladie de Zintkála Nuni s’aggrave progressivement tout au long de sa vie. Elle devient aveugle d'un œil, sa peau est tachée et ses organes sont affectés. Le 14 février 1920, Zintkála meurt d'une insuffisance cardiaque, compliquée par la syphilis, lors d'une épidémie de grippe espagnole,. Elle est enterrée dans une fosse commune à Hanford, en Californie.

## Vie personnelle

### Mariages
Zintkála retourne auprès de sa mère adoptive qui vit désormais à Portland, dans l'Oregon, où elle rencontre Albert Chalivat, qu'elle épouse le lendemain de leur première rencontre. Le mariage a lieu à Washington en raison des lois sur le métissage dans l'État de l'Oregon interdisant les mariages entre Amérindiens et Anglo-Américains. Le couple s'éloigne rapidement l'un de l'autre lorsqu'il devient évident que Zintkála a contracté la syphilis, probablement à cause des abus sexuels de Colby. En 1909, n'ayant pas de remède abordable contre la syphilis, Chalivat se tourne vers l'alcool et le couple se sépare après deux semaines de mariage.
Au cours de sa carrière à Hollywood, Zintkála Nuni épouse l'acteur Robert Keith le 31 mai 1913 à Santa Ana. Elle se marie sous son nom de scène Princeton Davis puisque le mariage précédent avec Chalivat n'a pas été annulé. Victime de maltraitance, Zintkála Nuni part en octobre 1913 avec son enfant Clyde.
En mars 1915, Zintkála Nuni épouse un autre artiste de cirque, Dick Allen, avec qui elle a deux autres enfants.

### Enfants
Nuni a eu trois enfants. Le premier meurt le 22 avril 1908, à la Milford Industrial Home. Son deuxième fils, Clyde, nait à peu près à la même époque que son mariage avec Keith et est donné à une femme amérindienne en Californie en 1916, en raison de l'incapacité de Nuni à s'occuper correctement de l'enfant. Son sort est inconnu. Son troisième enfant ne survit pas à l'enfance et, comme Dick Allen, est mort de maladie.

## Commémoration
Le 11 juillet 1991, une cérémonie dirigée par le gardien de la dix-neuvième génération du calumet sacré du veau de la nation Lakota, Arvol Looking Horse, a lieu à Wounded Knee, dans le Dakota du Sud, pour enterrer les restes transférés de Zintkala Nuni près de la fosse commune de sa famille Lakota. En son honneur, la Lost Bird Society est créée pour aider les Amérindiens adoptés en dehors de leur culture à retrouver leur héritage.
Zintkála Nuni est également l'inspiration du personnage principal du conte pour enfants Yellow Star d'Elaine Goodale Eastman.